# Маринич, Аркадий Васильевич
Аркадий Васильевич Мари́нич (1909 — 1989) — советский конструктор авианесущих кораблей, главный инженер Невского ПКБ.

## Биография
Родился 5 (18 декабря) 1909 года в селе Орликовка (ныне Семёновский район (Черниговская область), Украина).
До 1927 года учился в Семёновской средней школе, а потом, как и отец, работал учителем сельской начальной школы.
Когда ему исполнилось 18 лет, переехал в Ленинград, работал грузчиком в порту, затем разметчиком, технологом на Адмиралтейском заводе (1929), на Петрозаводе (1932—1933). Член ВКП(б).
В 1938 году окончил Ленинградский кораблестроительный институт и поступил на работу на Балтийский завод, где принимал участие в модернизации ледоколов «Красин» и «Ермак», в создании ледоколов типа «И. Сталин». В довоенный период, под руководством главного конструктора Б. Г. Чиликина, участвовал в проектировании крупнейших в Европе линкоров типа «Советский Союз».
В годы войны работал конструктором в Казани.
С 1946 года работал в Невском проектно-конструкторском бюро. В 1967 году А. В. Маринич был назначен главным конструктором авианесущих кораблей.
Умер 23 июля 1989 года. Похоронен в Ленинграде на кладбище Памяти жертв 9 января.

## Награды и премии
- Герой Социалистического Труда (1977) — за участие в проектировании и строительстве ТАКР «Киев»[2] — тяжёлый авианесущий крейсер — проект 1143).
- Сталинская премия второй степени (1951) — за коренное усовершенствование методов постройки судов
- два ордена Ленина (8.20.1970; 19.9.1977)
- орден Трудового Красного Знамени (24.9.1954)
- орден «Знак Почёта» (17.6.1961)
- медали